# Konståkning vid olympiska vinterspelen 1988

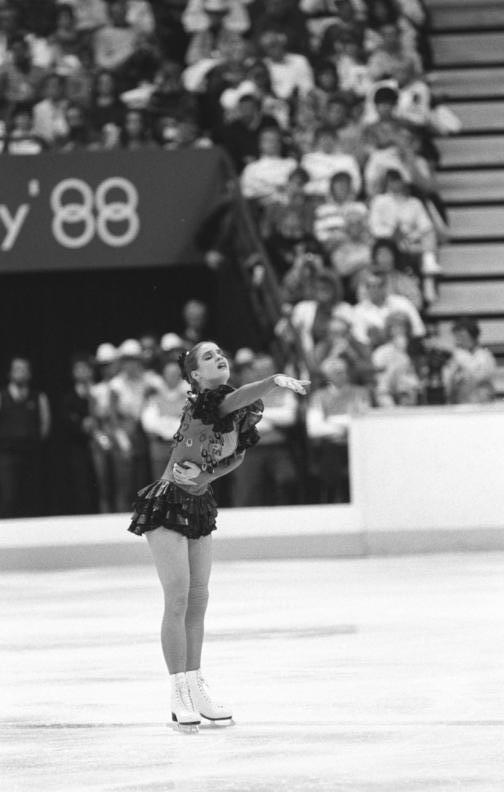
Katarina Witt från Östtyskland vann damklassen.

Resultaten från tävlingarna i konståkning vid olympiska vinterspelen 1988.
Tävlingarna hölls i Stampede Corral och i Olympic Saddledome i Calgary, Alberta, Kanada.

## Medaljfördelning
| Pl. | Nation        | Guld | Silver | Brons | Totalt |
| --- | ------------- | ---- | ------ | ----- | ------ |
| 1   | Sovjetunionen | 2    | 2      | 1     | 5      |
| 2   | USA           | 1    | 0      | 2     | 3      |
| 2   | Kanada        | 0    | 2      | 1     | 3      |
| 3   | Östtyskland   | 1    | 0      | 0     | 1      |

## Resultat

### Herrar
| Pl.    | Namn            |
| ------ | --------------- |
| Guld   | Brian Boitano   |
| Silver | Brian Orser     |
| Brons  | Viktor Petrenko |

### Damer
| Pl.    | Namn             |
| ------ | ---------------- |
| Guld   | Katarina Witt    |
| Silver | Elizabeth Manley |
| Brons  | Debi Thomas      |

### Par
| Pl.    | Namn                                     |
| ------ | ---------------------------------------- |
| Guld   | Jekaterina Gordekjeva och Sergej Grinkov |
| Silver | Jelena Valova och Oleg Kimovitj Vasiljev |
| Brons  | Jill Watson och Peter Oppegard           |

### Isdans
| Pl.    | Namn                                  |
| ------ | ------------------------------------- |
| Guld   | Natalja Bestemjanova och Andrej Bukin |
| Silver | Marina Klimova och Sergej Ponomarenko |
| Brons  | Tracy Wilson och Robert McCall        |